# Saucillo, Chihuahua
Saucillo är en ort i Mexiko.   Den ligger i kommunen Saucillo och delstaten Chihuahua, i den nordvästra delen av landet, 1 100 km nordväst om huvudstaden Mexico City. Saucillo ligger 1 190 meter över havet och antalet invånare är 10 595.
Terrängen runt Saucillo är huvudsakligen platt, men åt nordost är den kuperad. Runt Saucillo är det mycket glesbefolkat, med 3 invånare per kvadratkilometer. Saucillo är det största samhället i trakten. Trakten runt Saucillo består till största delen av jordbruksmark.